# Pośrednia Kończysta
Pośrednia Kończysta (słow. Prostredná Končistá, niem. Popperturm, Nördlicher Končystaturm, węg. Északi-Koncsiszta-torony) – szczyt o wysokości 2476 m n.p.m. w Grani Kończystej, w słowackich Tatrach Wysokich. Od Stwolskiej Turni oddzielony jest Rynicką Przełęczą, natomiast od Małej Kończystej – Dziurawą Przełęczą.
Pośrednia Kończysta zwana była dawniej Środkową Kończystą. Nieco na północ od niej znajduje się mała Dziurawa Turniczka, od której oddzielona jest Wyżnią Dziurawą Przełączką. Pośrednia Kończysta dostępna jest jedynie dla taterników, nie prowadzą na nią znakowane szlaki turystyczne. Najłatwiejsza droga na wierzchołek prowadzi z Doliny Złomisk, żlebem na Wyżnią Dziurawą Przełączkę, a z niej na szczyt.

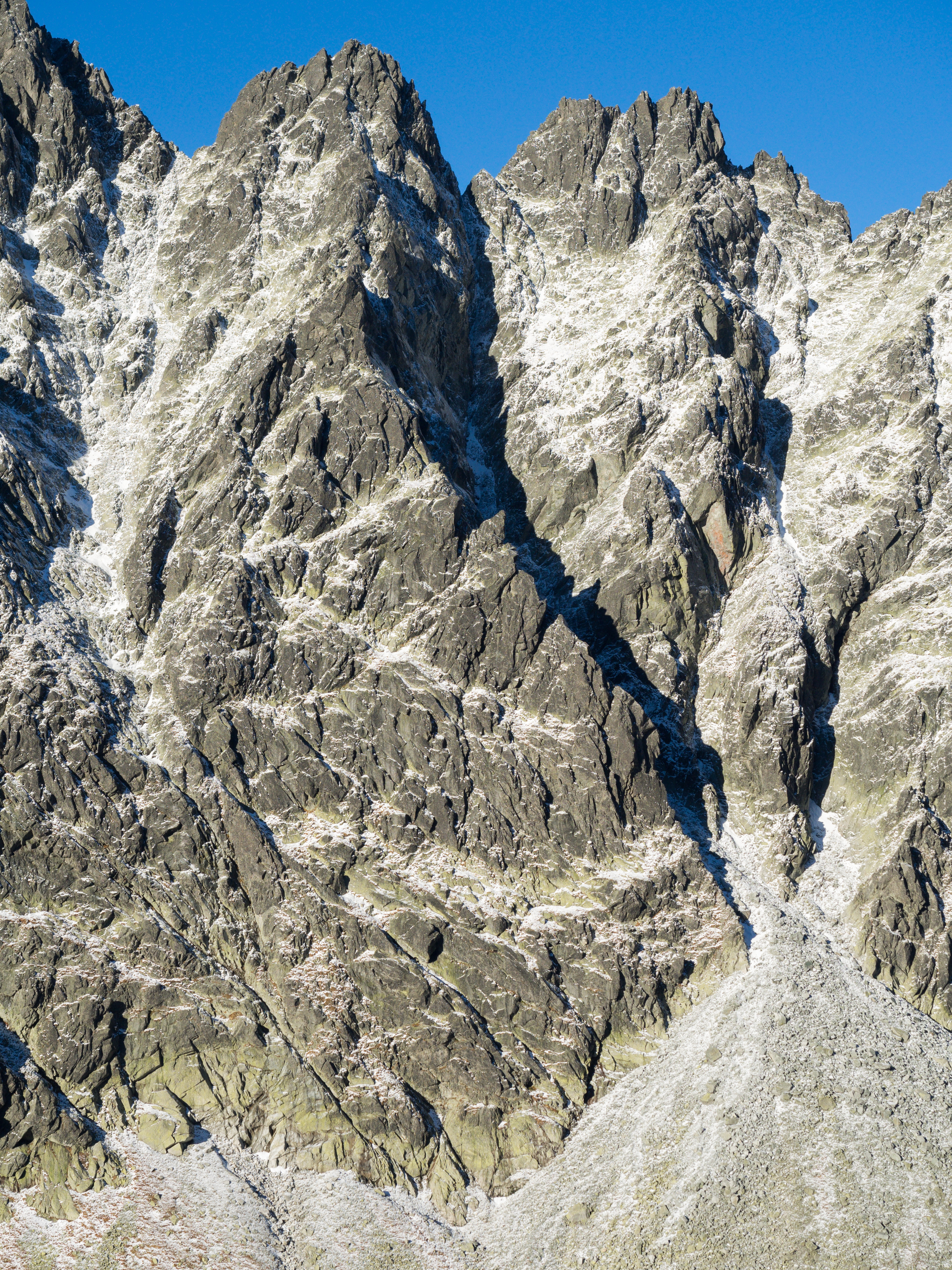
Stwolska Turnia (po lewej) i Pośrednia Kończysta (po prawej) – widok z Doliny Batyżowieckiej

## Historia
Pierwsze wejścia:
- Konrad Koziczinski i Johann Breuer, 27 lipca 1904 r. – letnie,
- Ivan Gálfy, Juraj Richvalský i Ladislav Richvalský, nocą 13–14 kwietnia 1953 r. – zimowe.